# Peter Friedrich de Walpergen
Peter Friedrich de Walpergen (* 15. Januar 1730 in Heidelberg; † 18. Oktober 1809 ebenda) war ein kurpfälzischer Zeichner und Aquarellist.

## Leben und Werk

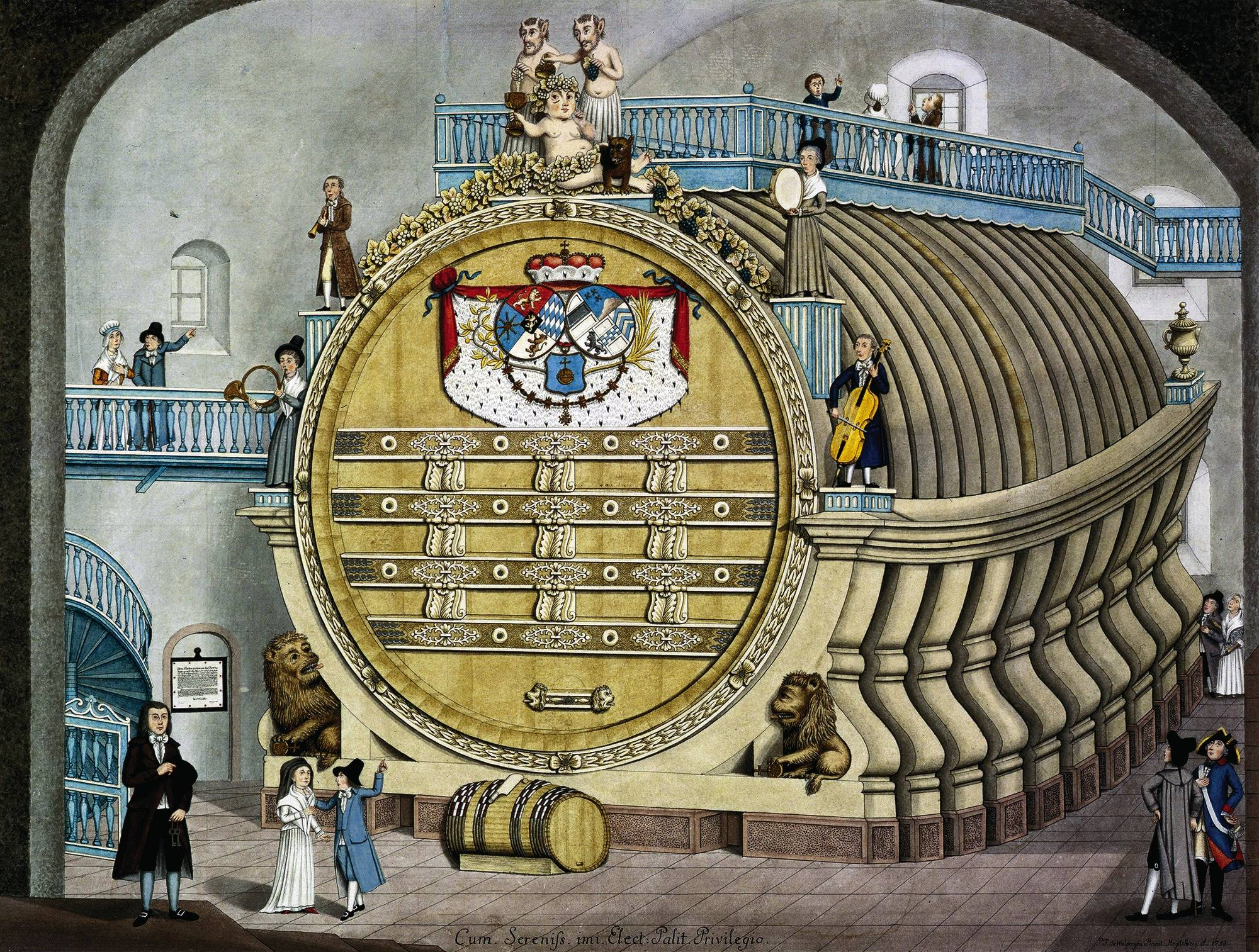
Peter Friedrich de Walpergen: Das Große Fass des Heidelberger Schlosses, 1753

Über Walpergens Leben ist neben seinen Geburts- und Sterbedaten kaum etwas bekannt. An schriftlichen Aufzeichnungen ist aus Walpergens Leben nur ein Eintrag im Kontraktenbuch der Stadt Heidelberg über den Verkauf seines Hauses in der Heidelberger Kisselgasse am 12. März 1767 vorhanden.
Walpergen hat für die Nachwelt aufschlussreiche und künstlerisch wertvolle Heidelberger Ansichten und Naturstudien gemalt. Seine Zeichnungen und Gouachen werden im kurpfälzischen Museum in Heidelberg, in der Universitätsbibliothek Heidelberg und im  Geheimen Hausarchiv des Bayerischen Hauptstaatsarchivs (Thesaurus Palatinus) aufbewahrt. Sie zeigen unter anderem auch eine Abbildung oder einen Entwurf für die Gestaltung der Vorderansicht des berühmten Heidelberger Fasses aus dem Jahr 1753.

## Walpergen als Romanfigur
Wolfgang Vater hat in seinem historischen Roman Der Untergang der Kurpfalz die Lebensgeschichte des taubstummen Peter de Walpergen in freier Erzählkunst in die Geschichte der letzten 70 Jahre der Kurpfalz eingebettet.